# رون أرياس
رونالد فرانسيس أرياس (بالإنجليزية: Ron Arias)‏ (30 نوفمبر 1941، لوس أنجلوس في الولايات المتحدة)؛ صحفي وروائي أمريكي.
ومراسل لمجلة بيبول ومجلة People en Español. وهو أيضًا مؤلف يحظى بتقدير كبير، وقد اعتُرف بروايته "الطريق إلى تامازونشال" كعلامة فارقة في الأدب المكسيكي الأمريكي.
كتب المؤلف بول ثيرو عن مختارات آرياس الروائية "ذا ويتباك وقصص أخرى" (2016)، يقول المؤلف بول ثيرو: "شعرت وأنا أقرأ هذه القصص الرائعة أنني دخلت إلى حي مجاور، ثقافة غنية هي عالم آخر -أطلق عليه اسم أمكسيكا- غامض وساحر في آن واحد، مقنع من خلال رقة أسلوبه. أملي أن يستمر رون آرياس في كتابة قصص قصيرة تخبرنا من نحن